# والتر سكوت ديفيس
والتر سكوت ديفيس (بالإنجليزية: Walter Scott Davis)‏ هو سياسي أمريكي، ولد في 1866، وتوفي في 1943. حزبياً، نشط في الحزب الجمهوري.